# Rijeka dubrovačka
Rijeka dubrovačka är ett vattendrag i Kroatien. Det ligger i Dubrovnik-Neretvas län, i den södra delen av landet, 400 km söder om huvudstaden Zagreb.